# Bartholomeusbrug (Utrecht)
De Bartholomeusbrug of Bartholomeïbrug is een brug in het centrum van de Nederlandse stad Utrecht.
De brug is gelegen aan de westzijde van het stadscentrum en overspant tussen de Lange Smeestraat en de Catharijnesingel de Stadsbuitengracht. Lange tijd was deze voormalige verdedigingsgracht rond de stad tot in de 19e eeuw zeer beperkt over land over te steken via een klein aantal stadspoorten. In de verdedigingswerken rond de stad stonden ook tientallen waltorens. Een van de meest imposante daarin was de Smeetoren die vanuit de middeleeuwen tot omstreeks 1855 op de locatie van deze brug stond. Rond dat jaar werden de verdedigingswerken grotendeels afgebroken en ontstonden gaandeweg nieuwe verbindingen over de gracht naar de ontspruitende buitenwijken in de sterk uitdijende stad.
Rond 1900 was er een overhaalschuitje op de locatie van de huidige Bartholomeusbrug. In 1902 werd uiteindelijk de Bartholomeusbrug geopend naast het Bartholomeïgasthuis. Direct ten oosten van de brug verrees een brugwachtershuisje voor de omgeschoolde veerman. Medio 20e eeuw was de Bartholomeusbrug in zeer slechte staat. In 1952 werd een vernieuwde Bartholomeusbrug geopend in de vorm van een basculebrug uitgevoerd in steen en ijzer/staal naar ontwerp van G. van der Gaast. Het Krimpense bedrijf Hollandia was betrokken bij de bouw. De Utrechtse beeldhouwer René van Seumeren vervaardigde in die tijd het beeld van de apostel Bartolomeüs dat op de nieuwe Bartholomeusbrug staat.
Omstreeks 1970 is de Stadsbuitengracht ten noorden van de Bartholomeusbrug gedempt waardoor voor het waterverkeer niet meer overbleef dan een doodlopend aanleghaventje naast deze brug. Vandaag de dag (2012) is men bezig de demping weer ongedaan te maken in het kader van het Masterplan stationsgebied. In het oostelijke bruggenhoofd zijn de contouren van de voormalige stadsmuur met de Smeetoren in de bestrating aangebracht. De brug zelf wordt over land vrij intensief gebruikt door allerhande verkeersdeelnemers.
De Bartholomeusbrug is Gemeentelijk monument 344/1649

## Fotogalerij

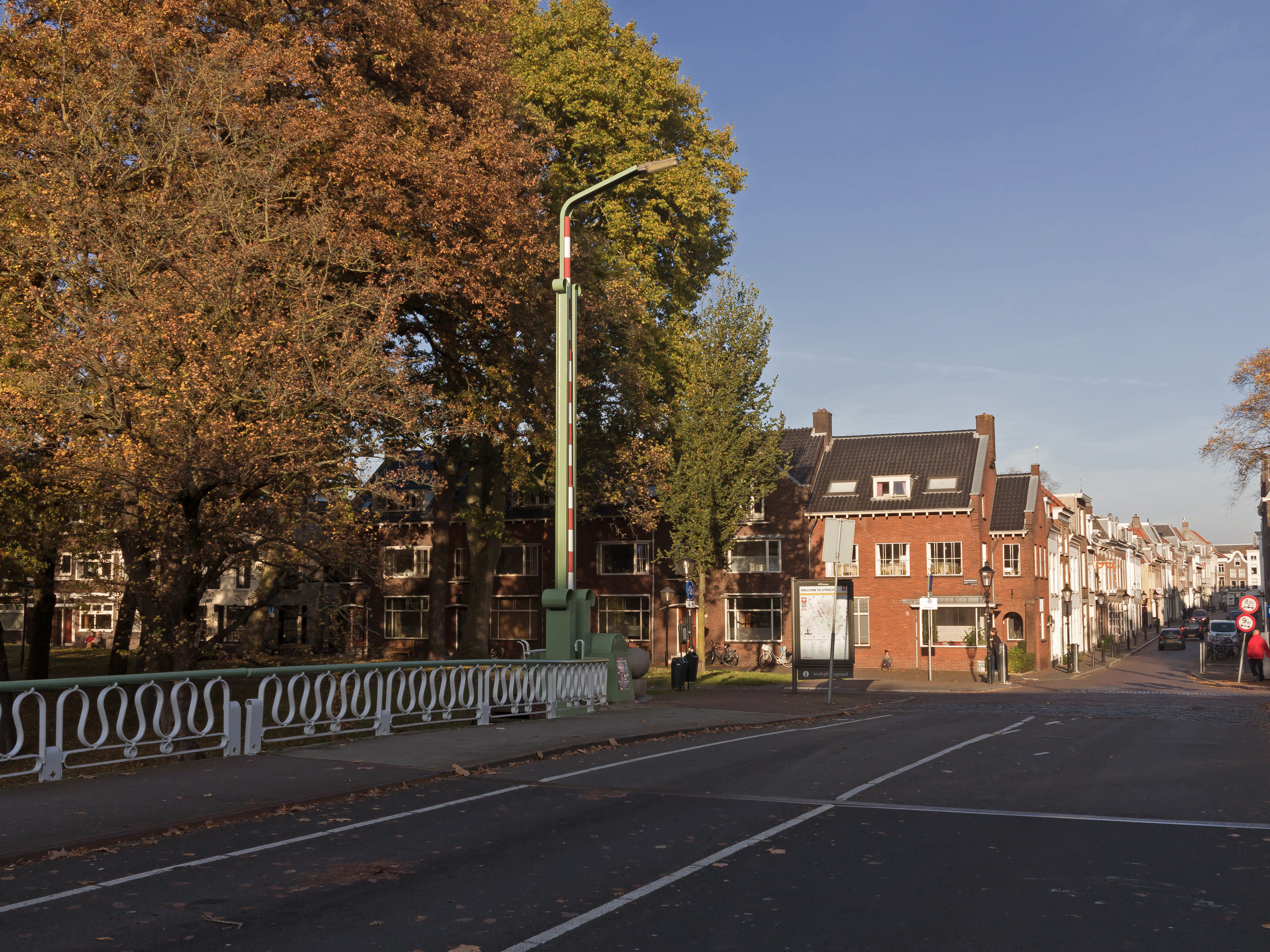
De Bartholomeusbrug
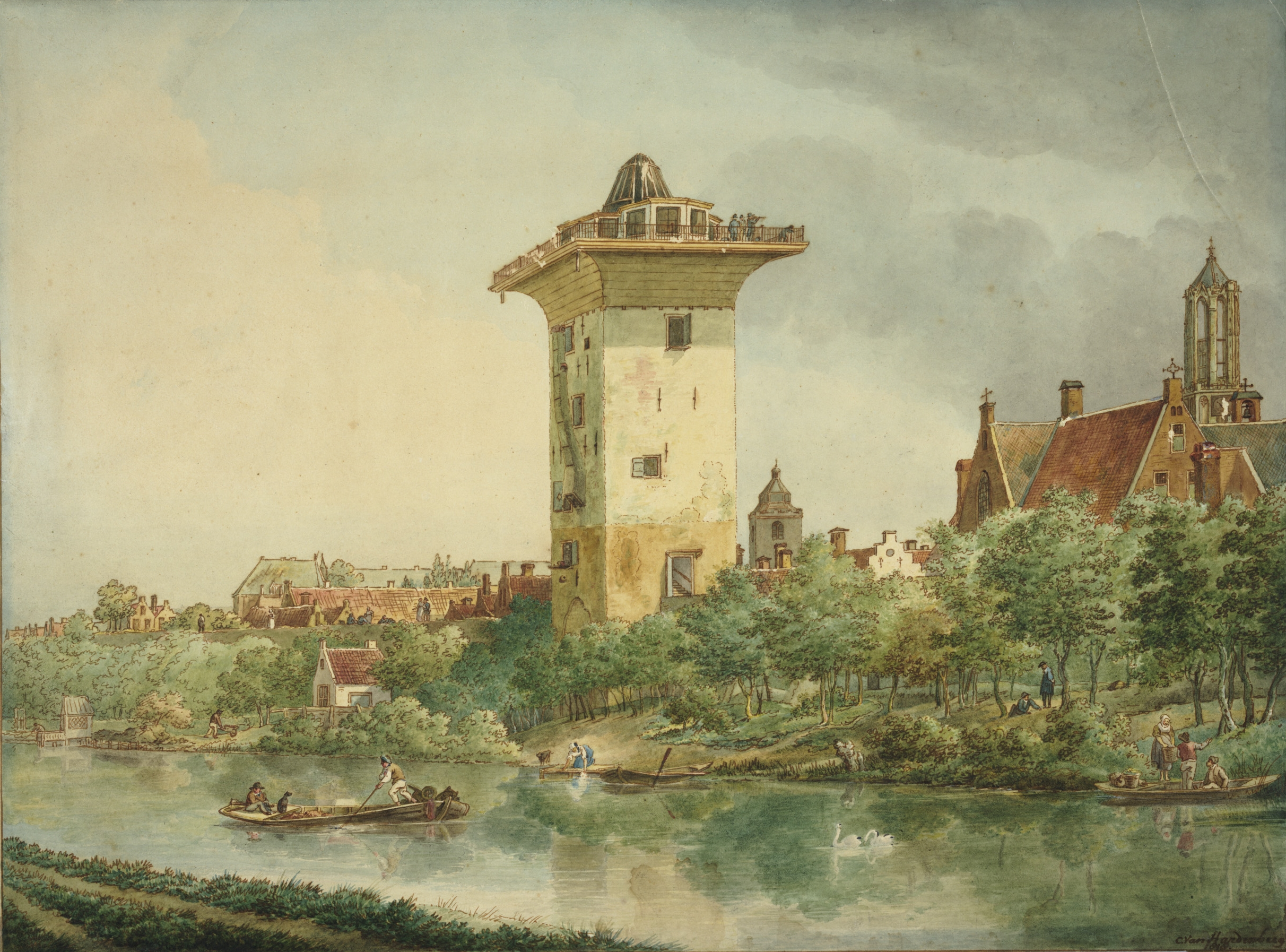
De Smeetoren aan de Stadsbuitengracht in 1818.
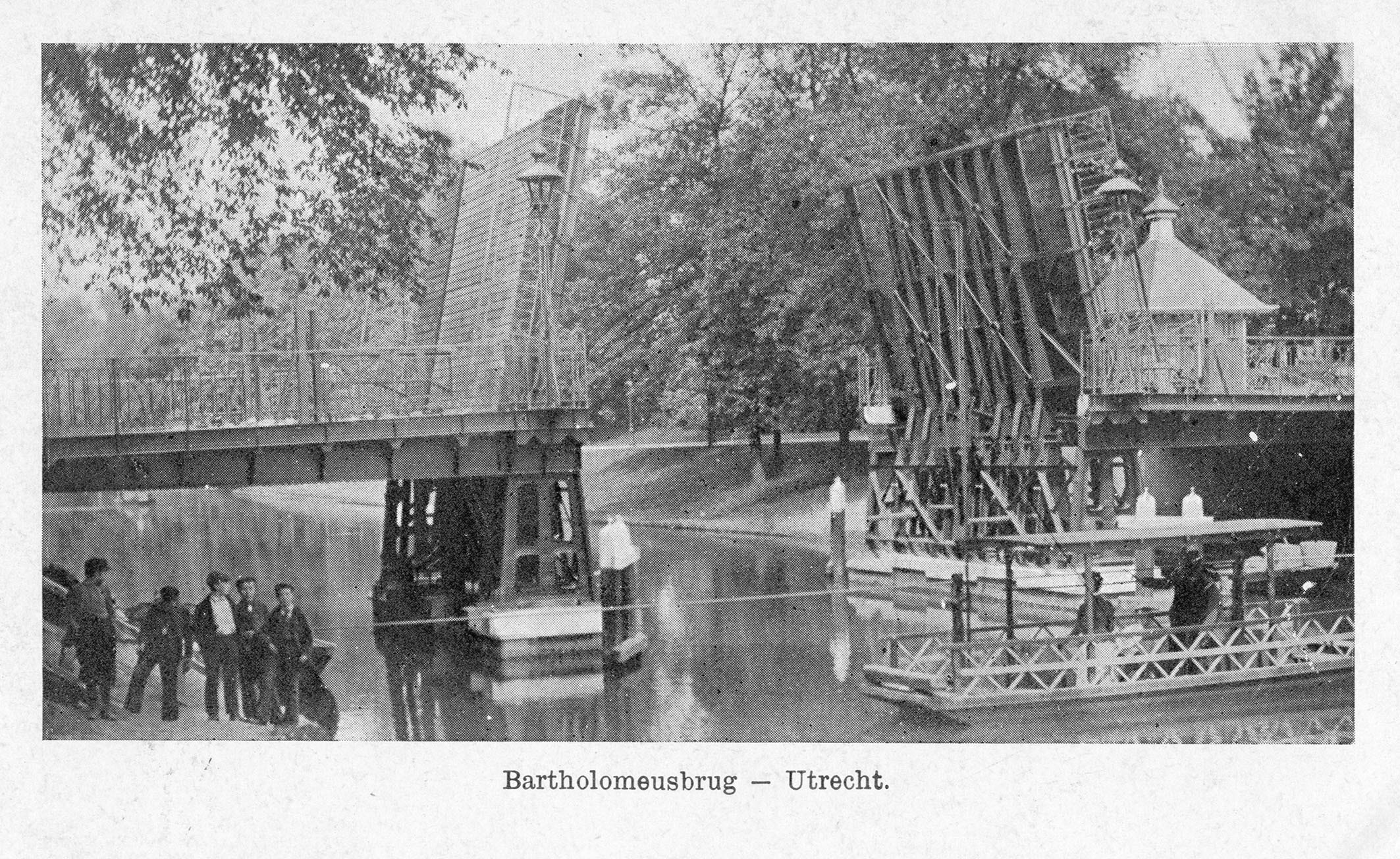
De oude Bartholomeusbrug rond 1902 met ernaast het overhaalschuitje en het brugwachtershuisje
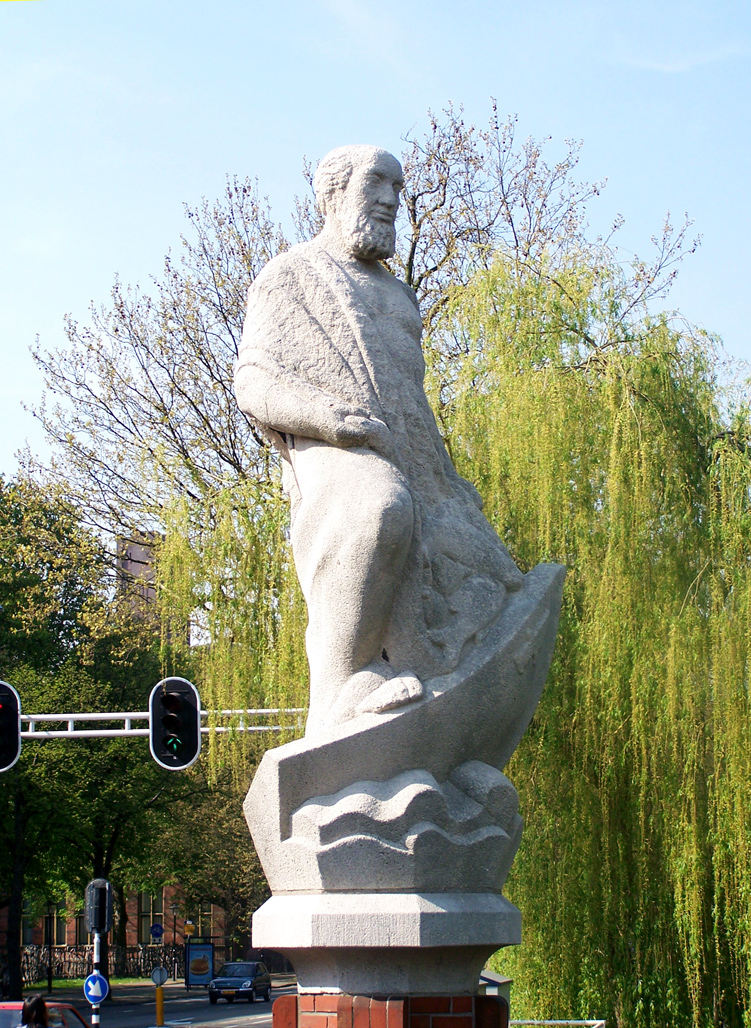
Beeldhouwwerk van René van Seumeren op de brug.
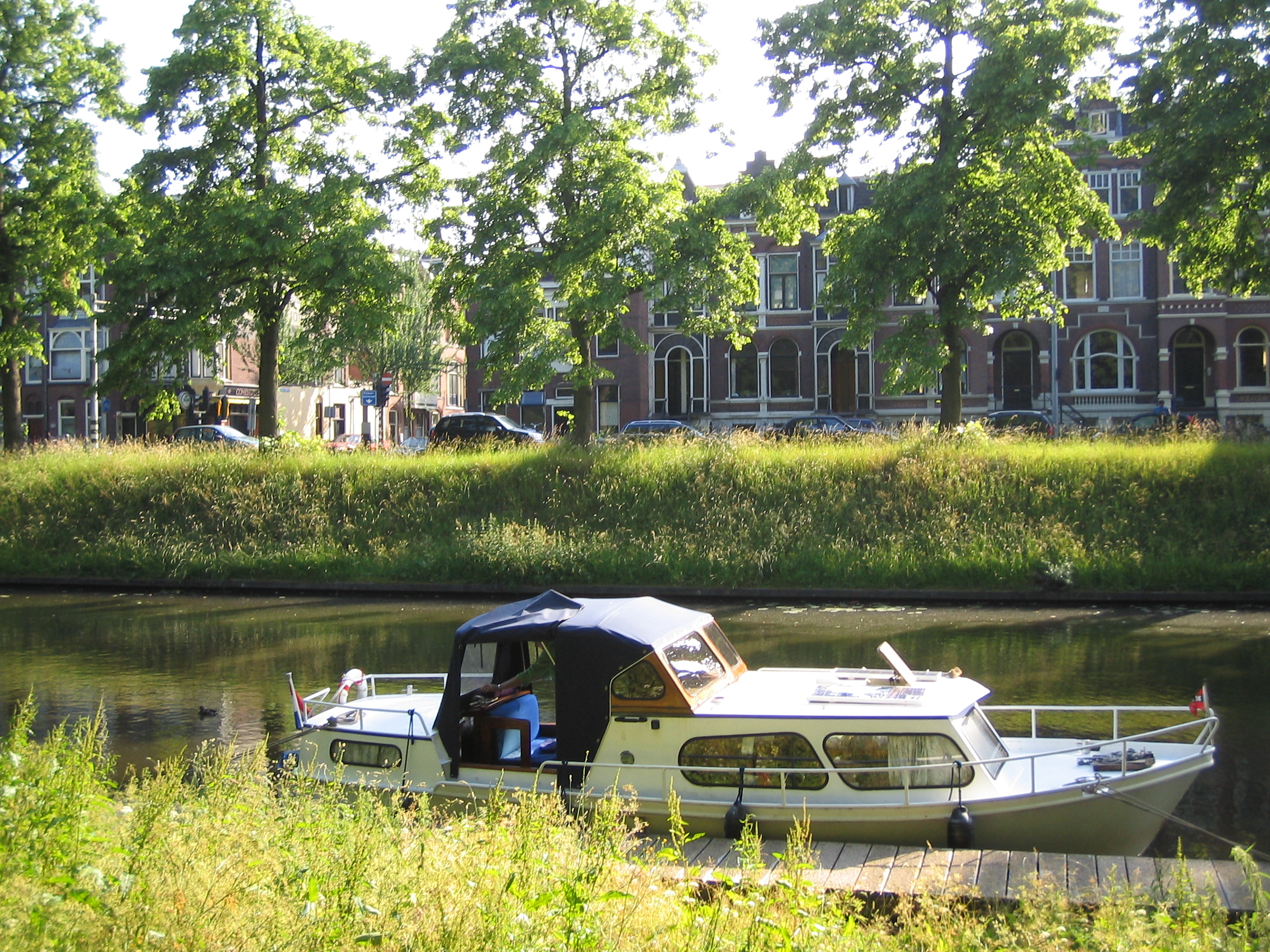
Aanlegsteiger bij de brug